# Daimler-Benz DB 605

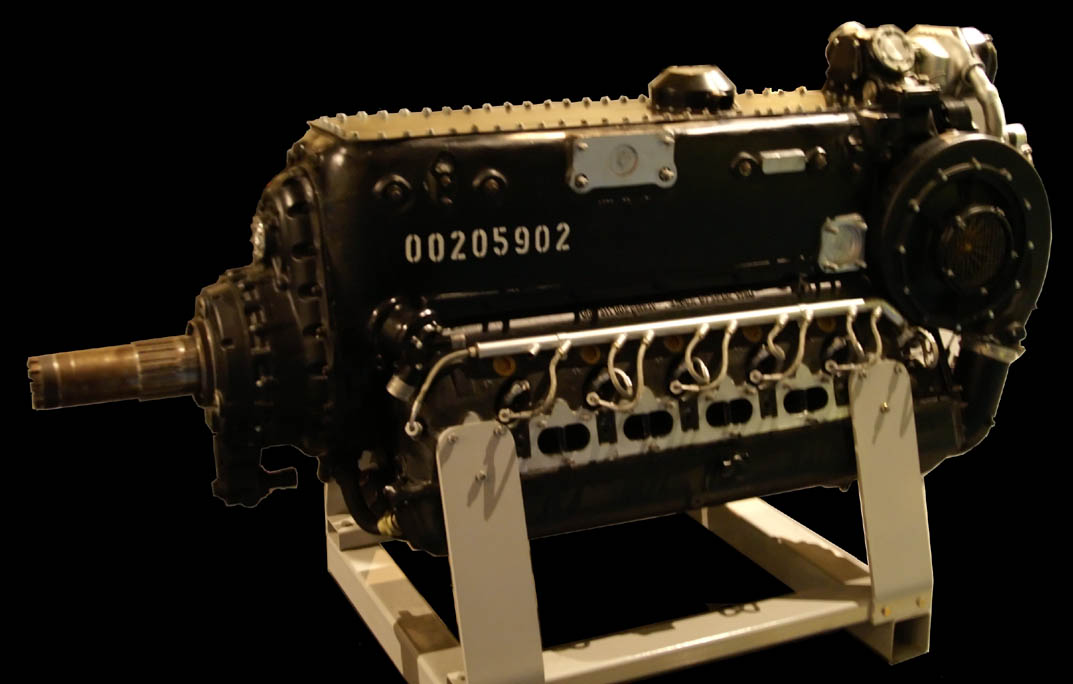
Daimler-Benz DB 605 exposé au Royal Air Force Museum London.

Le Daimler-Benz DB 605 est un moteur d'avion à douze cylindres en V allemand construit pendant la Seconde Guerre mondiale par Daimler-Benz.
Issu de la famille de moteurs Daimler-Benz DB 600 et plus particulièrement du Daimler-Benz DB 601 (en), il se distingue surtout de ses prédécesseur par un alésage augmenté (ce qui porte la cylindrée de 33,9 litres à 35,7 litres). Le régime moteur et le taux de compression sont accrus. Il est utilisé de 1942 à 1945 pour propulser le chasseur Messerschmitt Bf 109 et les chasseurs moyens et lourds Messerschmitt Bf 110 et Messerschmitt Me 210. 
Des versions sous licence du moteur sont aussi utilisées dans le Macchi M.C.205 Veltro, le Fiat G.55/56, le Reggiane Re.2005 et dans d'autres avions italiens. De plus le moteur a équipé initialement le Saab J-21 et l'Hispano Aviación HA-1112.
Environ 42 000 unités seront produites, ce qui en fait le moteur le plus produit de la série DB 600.